# نووا وس (منطقه تربیچ)
نووا وس (منطقه تربیچ) (به چکی: Nová Ves) یک منطقهٔ مسکونی در جمهوری چک است که در منطقه تربیچ واقع شده‌است.
 نووا وس ۴٫۳۵ کیلومتر مربع مساحت و ۱۸۳ نفر جمعیت دارد و ۴۳۸ متر بالاتر از سطح دریا واقع شده‌است.